# Nicka
Nicka, nom de scène de Dominika Banevič, née le 8 juin 2007 à Vilnius, est une pratiquante lituanienne de breakdance.

## Biographie
En 2023, Nicka remporte les championnats nationaux lituaniens pour la 4e fois, devient championne d'Europe et championne du monde.
En 2024, elle remporte la médaille d'argent de breaking aux Jeux olympiques d'été de 2024, face à b-girl Ami, médaillée d'or.

## Palmarès
- Jeux olympiques
  -  Médaille d'argent aux Jeux olympiques de 2024 à Paris

- Championnats du monde
  -  Médaille d'or en 2023 à Louvain
  -  Médaille de bronze en 2024 à Chengdu

- Jeux mondiaux
  -  Médaille de bronze en 2025 à Chengdu

- Championnats d'Europe
  -  Médaille d'or en 2023 à Almería

- Jeux européens
  -  Médaille de bronze en 2023 à Nowy Sącz

- Championnats de Lituanie
  -  Médaillée d'or à 4 reprises[3].